# 375832 Yurijmedvedev
375832 Yurijmedvedev è un asteroide della fascia principale. Scoperto nel 2009, presenta un'orbita caratterizzata da un semiasse maggiore pari a 2,6030759 UA e da un'eccentricità di 0,2093442, inclinata di 4,68769° rispetto all'eclittica.